# Zhiltzovaia
Zhiltzovaia is een geslacht van steenvliegen uit de familie Perlodidae. De wetenschappelijke naam van het geslacht is voor het eerst geldig gepubliceerd in 2008 door Ozdikmen.

## Soorten
Zhiltzovaia omvat de volgende soorten:
- Zhiltzovaia cachemirica (Aubert, 1959)